# موتور محمد ریگی (میرجاوه)
موتور محمد ریگی یا الله‌آباد روستایی در دهستان تهلاب بخش ریگ ملک شهرستان میرجاوه استان سیستان و بلوچستان ایران است.

## جمعیت
بر پایه سرشماری عمومی نفوس و مسکن در سال ۱۳۹۵ جمعیت این مکان ۸۵ نفر (۲۵خانوار) بوده‌است.